# Museu do Ipiranga
Museu Paulista da Universidade de São Paulo, também conhecido como Museu do Ipiranga ou Museu Paulista, é o museu público mais antigo da cidade de São Paulo, cuja sede é um monumento-edifício que faz parte do conjunto arquitetônico do Parque da Independência. É o mais importante museu da Universidade de São Paulo e um dos mais visitados da capital paulista.
O museu foi inaugurado oficialmente em 7 de setembro de 1895 com o nome Museu de História Natural. Este importante símbolo da Independência do Brasil está vinculado à Universidade de São Paulo desde 1963, como uma instituição científica, cultural e educacional que exerce pesquisa, ensino e extensão com atuação no campo da História.
É responsável por um grande acervo de objetos, mobiliário e obras de arte com relevância histórica, especialmente aquelas que possuem alguma relação com a independência do Brasil e o período histórico correspondente. Uma das obras mais conhecidas de seu acervo é o quadro "Independência ou Morte", pintado pelo artista Pedro Américo, em 1888, recebendo em média 350 000 visitas anuais. Além de exposições, as atividades do Museu do Ipiranga se estendem por meio de programas educativos, como cursos e pesquisas científicas que fazem uso dos recursos humanos e do acervo permanente da instituição. A ampliação de coleções se faz por meio de doações ou aquisições e parte importante das atividades desenvolvidas no museu envolve a conservação física, estudo e documentação do acervo.
Em 1922, no período do Centenário da Independência, formaram-se novos acervos, principalmente abrangendo assuntos da História de São Paulo, e executaram a decoração interna do edifício, contando com pinturas e esculturas no Saguão, na Escadaria e no Salão Nobre que apresentassem a História do Brasil, para assim reforçar a instituição como um símbolo histórico brasileiro. Foi nesta época que se instalou o Museu Republicano “Convenção de Itu”, uma extensão do Museu Paulista no interior do Estado de São Paulo. Em agosto de 2013, o museu foi fechado ao público para obras, restauros e reparos, após um estudo apontar que a estrutura do prédio estava comprometida. Após nove anos de obras, o museu foi reaberto, oficialmente, em 6 de setembro de 2022, como parte das comemorações do bicentenário da Independência.

## História

### Projeto

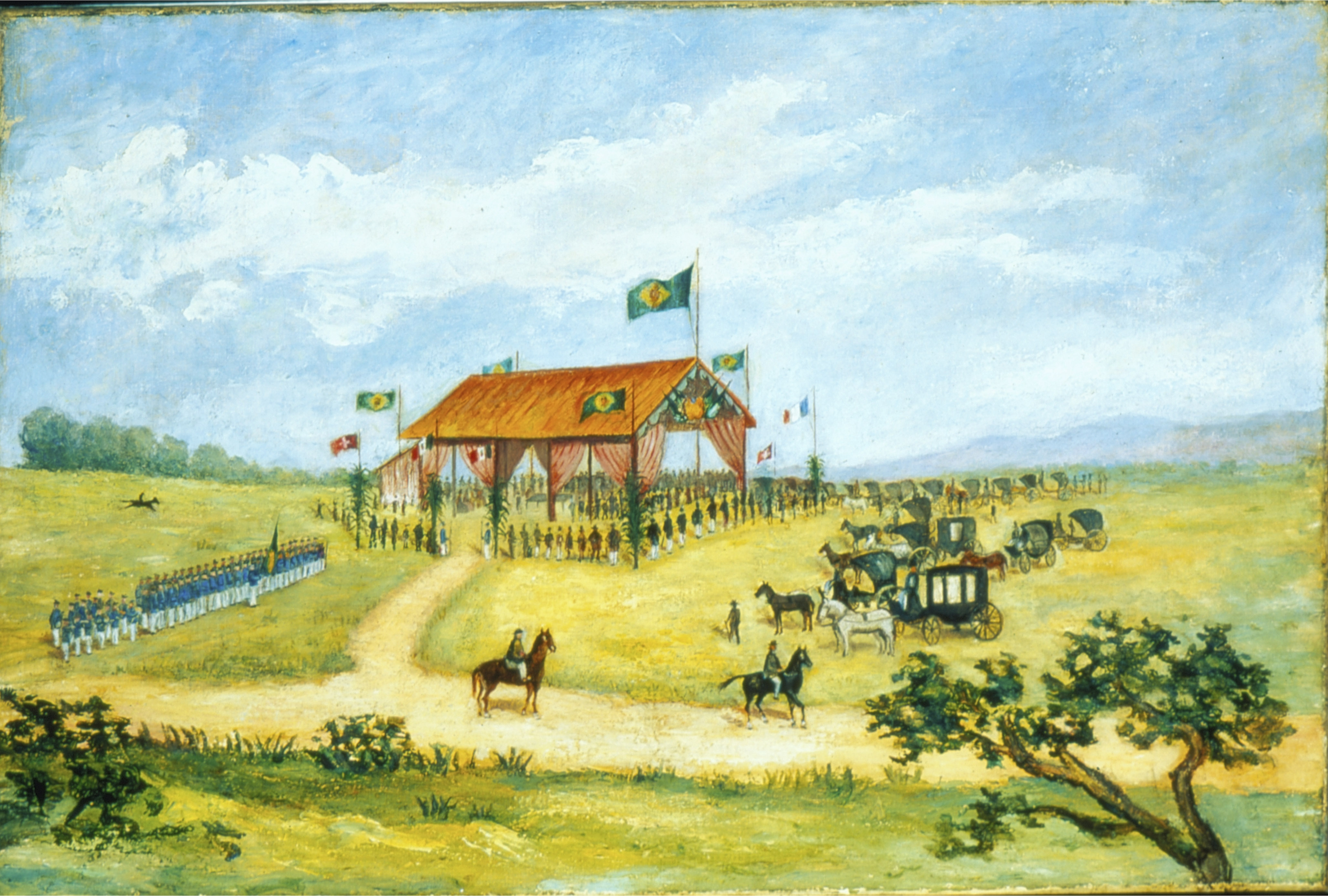
Pedra fundamental da estrutura do museu em 1882

A data de 7 de setembro de 1822 como um marco da história nacional foi, também, uma construção política. O ato da proclamação da independência, do então príncipe Pedro I do Brasil, no Riacho do Ipiranga, teve pouca repercussão na imprensa na Corte do Rio de Janeiro. Nem mesmo o próprio protagonista do episódio, D. Pedro, deixou registros a seu respeito na carta que escreveu dirigindo-se aos paulistas no dia seguinte ao Grito do Ipiranga. Somente em setembro de 1823, na Assembleia Constituinte, é que membros do governo da província de São Paulo iniciaram as discussões sobre a possível construção de um monumento em memória do Grito de Independência. Somente em 1826, o Parlamento aprovou a introdução do 7 de setembro na categoria de "festividade nacional".
A partir daí o debate acerca de uma construção imponente de demarcação da data histórica foi ganhando espaço, mas sempre sendo postergada sob a justificativa da falta de recursos. Foi somente entre 1885 e 1890, ao mesmo tempo em que se intensificaram as propagandas republicanas e a luta abolicionista, que se deu a resolução do que órgãos da imprensa paulista da época chamavam de “questão do Ipiranga”. Desta forma, em meio a muitos debates e desencontros de ordem política, o Museu do Ipiranga veio para demarcar definitivamente o lugar de proclamação da Independência do Brasil, assinalando no imaginário popular o momento a partir do qual teria se originado a nação brasileira.
O edifício, inicialmente projetado para concretizar a versão conservadora da proclamação da independência, adquiriu outros significados a partir da Proclamação da República, dentre eles o de “renascimento da nação”. Com sua apropriação pelo governo do Estado de São Paulo, que o transformou em museu público, a ressignificação do monumento passou pela ideia de que a história do progresso nacional era a história do progresso de São Paulo, colocando a colina do Ipiranga como um caminho articulador das riquezas com o Porto de Santos, então recém-inaugurado.

### Construção

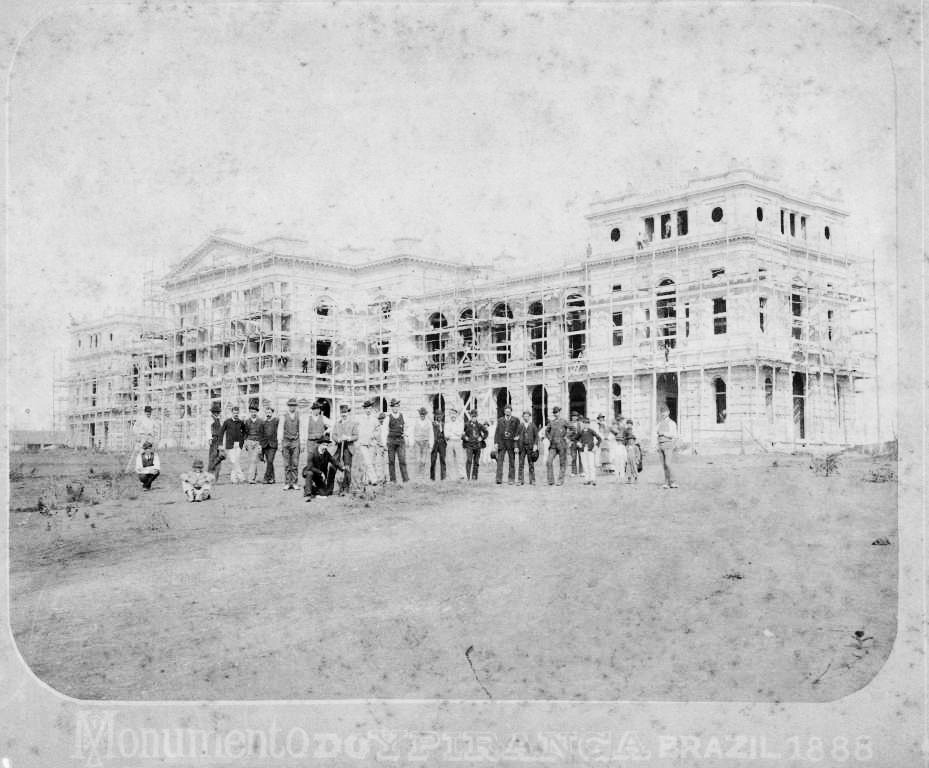
Construção do museu em 1888

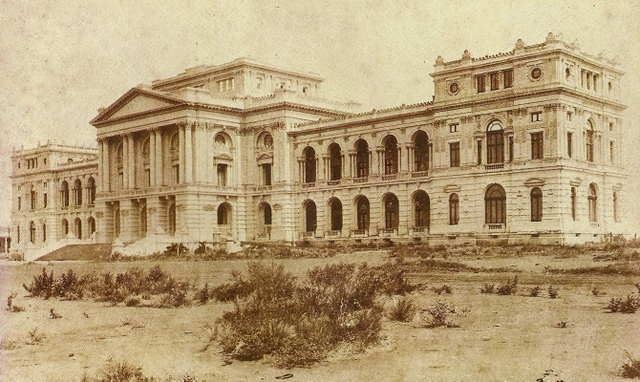
O Museu do Estado logo após a inauguração

O arquiteto e engenheiro italiano Tommaso Gaudenzio Bezzi foi contratado em 1884 para realizar o projeto de um monumento-edifício no local onde aconteceu o evento histórico da Independência do Brasil, embora já existisse esta ideia desde aquele episódio, em 1822. O edifício começou a ser construído em 1885 e conta com 123 metros de comprimento e 16 metros de profundidade com uma profusão de elementos decorativos e ornamentais. O estilo arquitetônico e eclético foi baseado no de um palácio renascentista. A técnica empregada foi basicamente a da alvenaria de tijolos cerâmicos, uma novidade para a época (a cidade ainda estava acostumada a construir com taipa de pilão).
As obras encerraram-se em 15 de novembro de 1890, no primeiro aniversário da República. Cinco anos mais tarde, foi criado o Museu de Ciências Naturais, que se transformou no Museu Paulista. Em 1909, o paisagista belga Arsênio Puttemans executou os jardins ao redor do edifício. Este desenho de jardim foi substituído, provavelmente na década de 1920, pelo paisagismo do alemão Reynaldo Dierberger, desenho que se mantém, em sua maior parte, até os dias atuais.

### Século XX

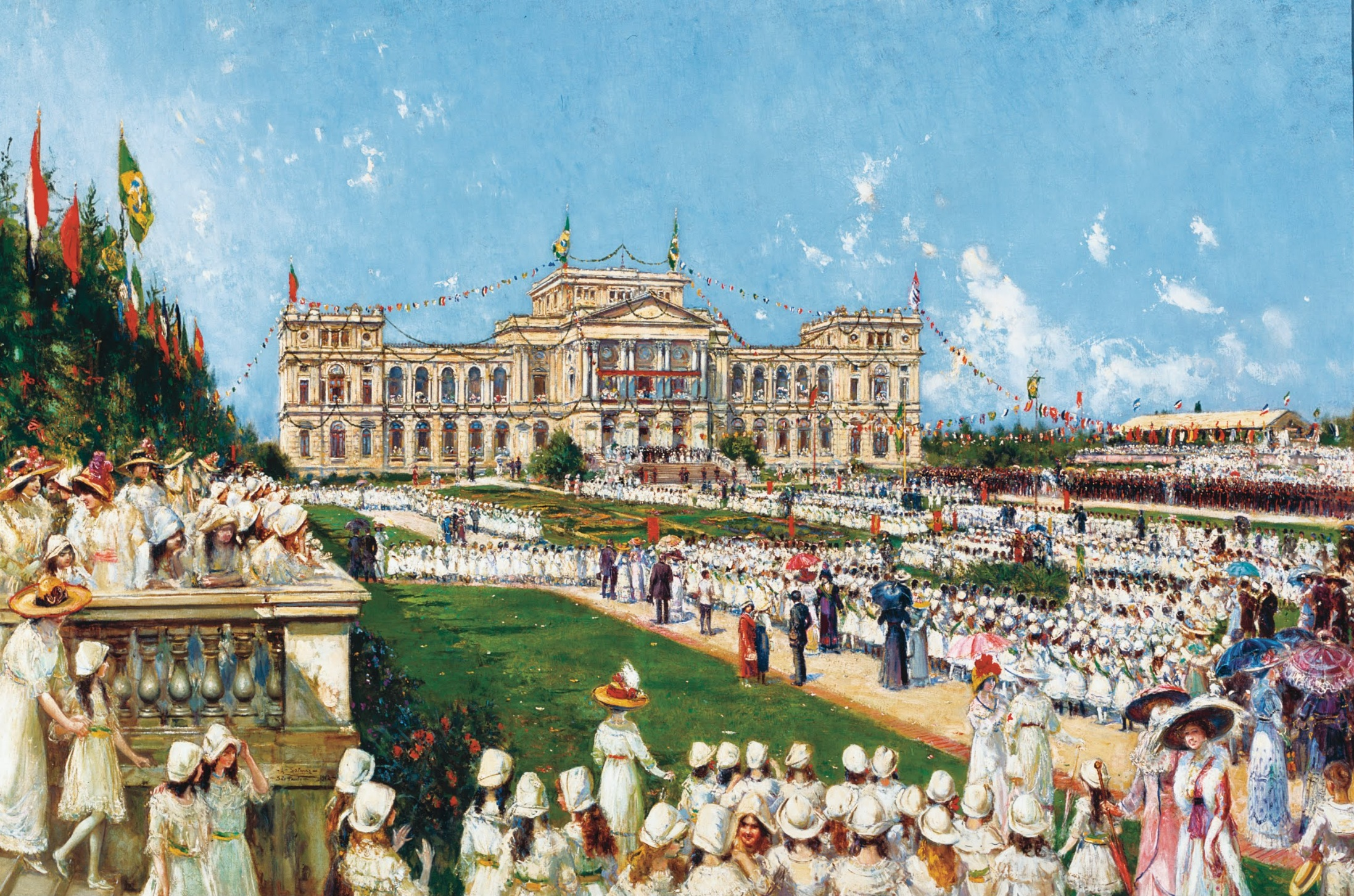
Festa escolar no Museu do Ipiranga em 1912

Em 1922, época do Centenário da Independência, o caráter histórico da instituição foi reforçado, quando novos acervos foram criados, com destaque para a História de São Paulo. A decoração interna do edifício foi criada, com pinturas e esculturas apresentando a História do Brasil no Saguão, Escadaria e Salão Nobre. Também foi inaugurado o Museu Republicano "Convenção de Itu", extensão do Museu Paulista no interior paulista.
Ao longo do tempo, houve uma série de transferências de acervos para diferentes instituições. A última delas foi em 1989, para o Museu de Arqueologia e Etnologia da USP. A partir daí, a instituição vem ampliando seus acervos referentes ao período de 1850 a 1950 em São Paulo.
Como órgão da Universidade de São Paulo desde 1963, o museu exerce pesquisa, ensino e extensão. Até seu fechamento para reformas, o Museu Paulista possuía um acervo de mais de 125 mil unidades, entre objetos, iconografia e documentação textual, do século XVII até meados do século XX, significativo para a compreensão da sociedade brasileira, especialmente no que se refere à história paulista e conta com uma equipe especializada de curadoria. Desenvolve também um Projeto de Ampliação de seus espaços físicos.

### Século XXI

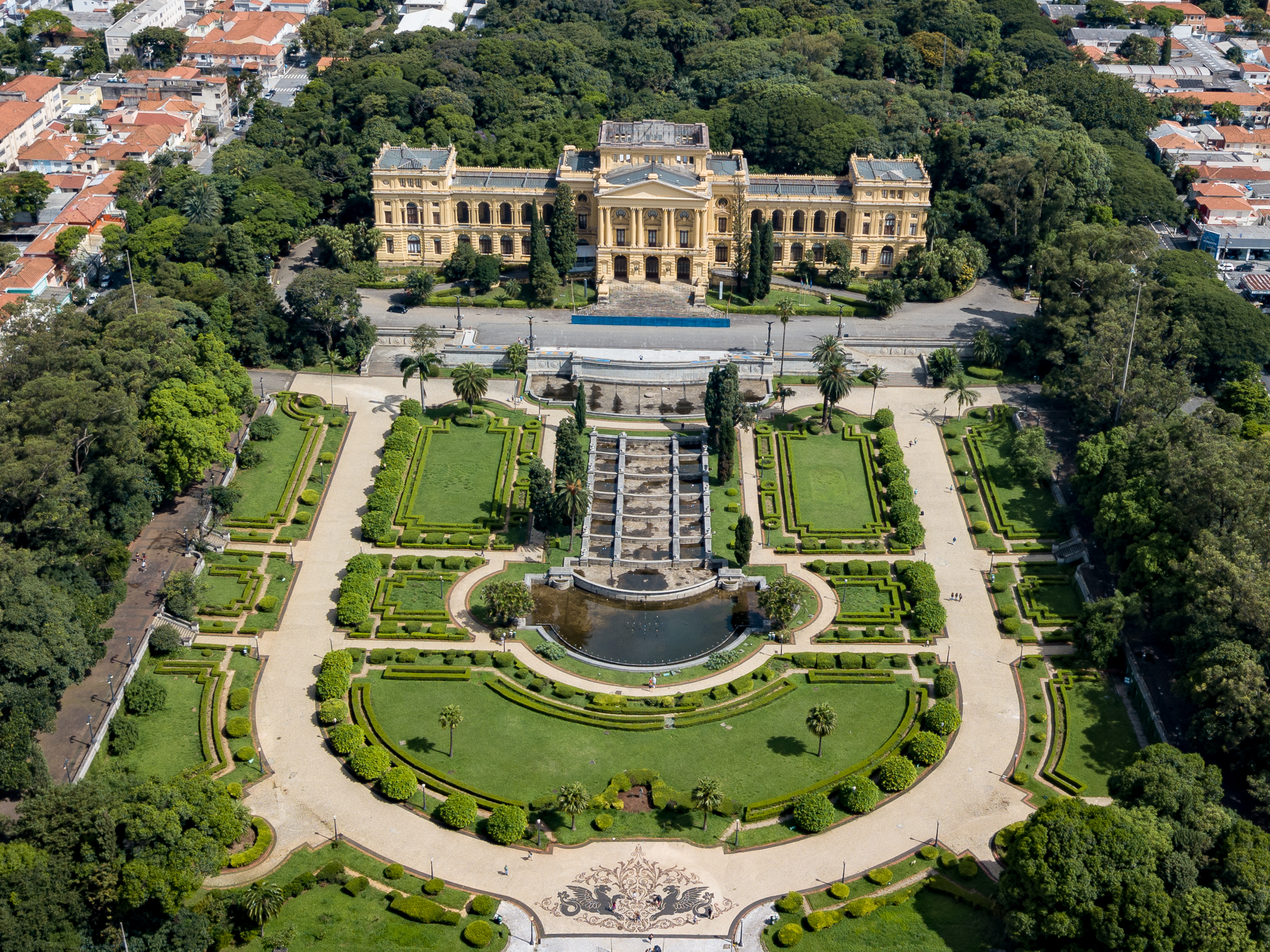
Fotografia aérea do Museu Paulista e do Parque da Independência em 2019

Em agosto de 2007 o Museu Paulista sofreu com problemas relacionados a segurança, quando 900 cédulas e moedas raras foram furtadas. Neste acervo encontravam-se moedas emitidas na Áustria e na Alemanha durante a Primeira Guerra Mundial e brasileiras do século XX. O furto foi descoberto por um funcionário que, enquanto limpava o banheiro dos funcionários, encontrou em um saco de lixo algumas cédulas antigas e envelopes usados para guardas as peças.
Em setembro de 2007 a polícia conseguiu recuperar parte do acervo que havia sido furtado, porém ninguém foi preso. Na época o material furtado chegou a valer 100 mil reais.
Em consequência deste caso, a segurança do museu foi reforçada em dezembro de 2007, com a adição de novas câmeras de vigilância mais modernas e alarmes, e os funcionários passaram por um treinamento para aprenderem a lidar com casos de furtos e roubos.

#### Restauração

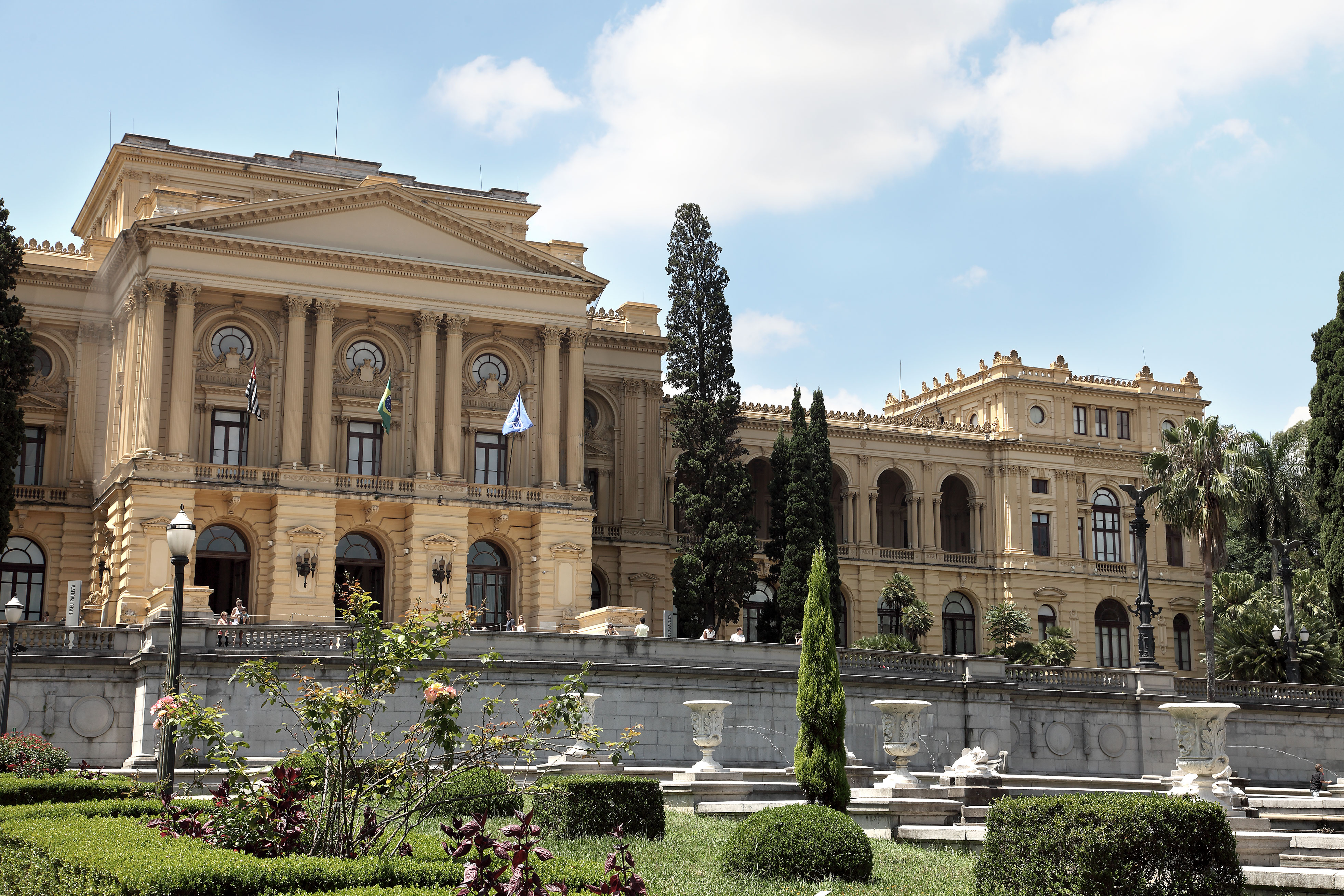
Renderização do projeto de reforma do edifício

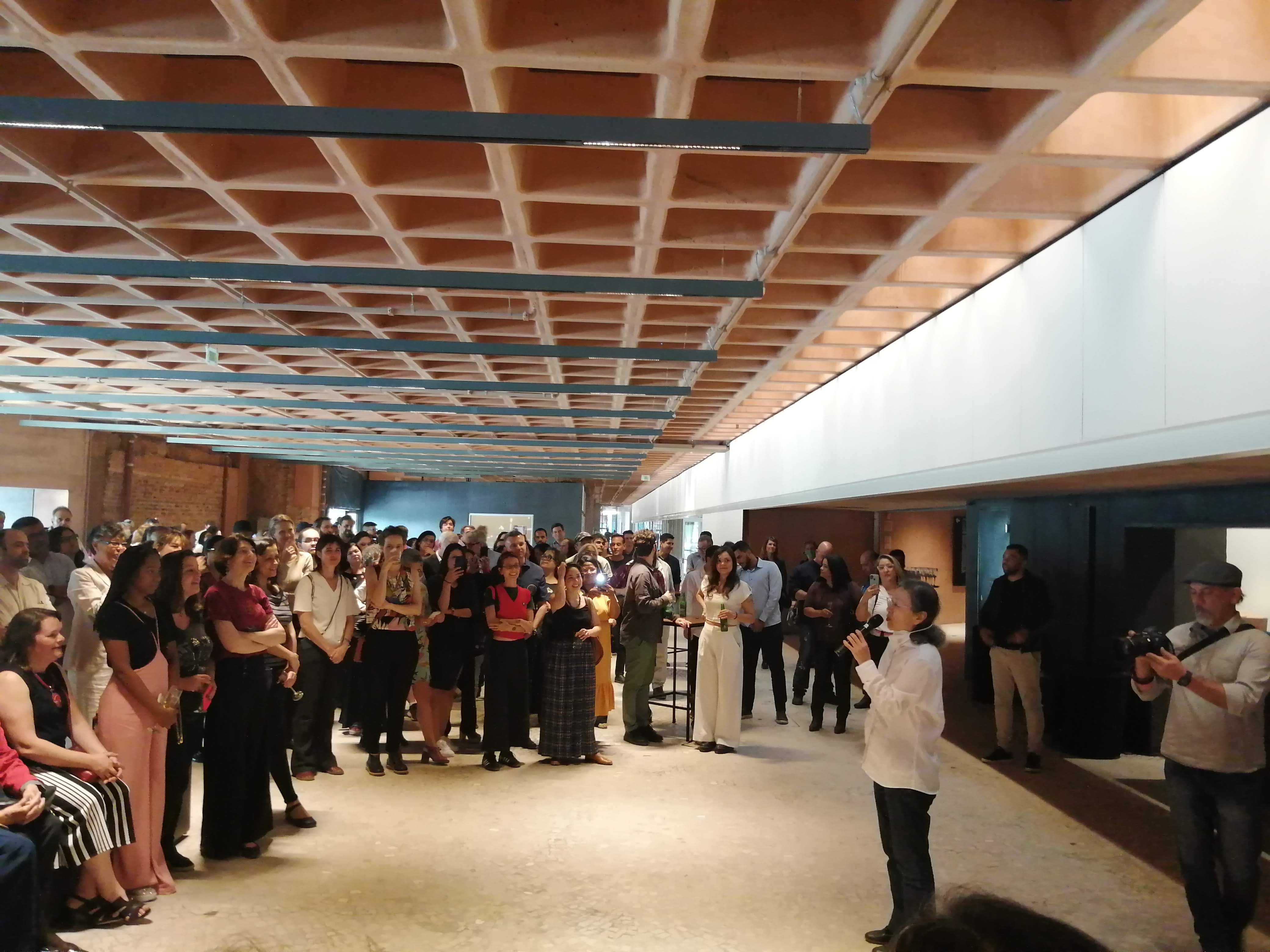
Nova entrada do museu

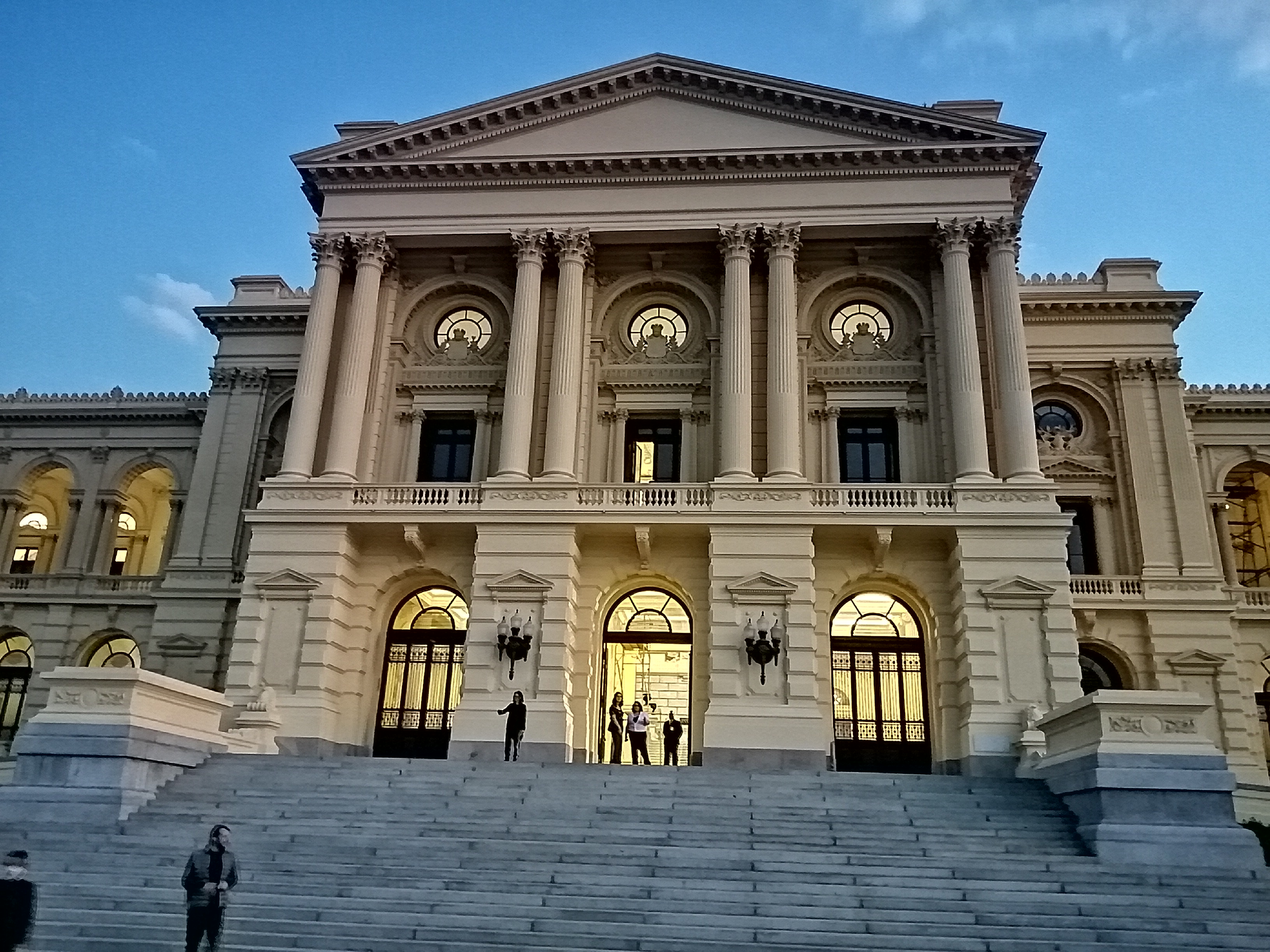
Fachada do museu após a restauração

Em agosto de 2013, o Museu Paulista foi fechado após a constatação de problemas em sua estrutura. Durante o período de restauração, a maior parte do acervo do Museu foi transferida para imóveis locados exclusivamente para armazenamento desses volumes. Muitas peças do acervo foram emprestadas a outros museus e espaços culturais para a realização de mostras. A biblioteca foi reaberta ao público em outro endereço no próprio bairro do Ipiranga, bem como as atividades acadêmicas e educativas que são oferecidas pela instituição. O Museu declarou uma previsão de gastos iniciais de 21 milhões de reais, mas posteriormente alterado para 100 milhões de reais.
O início das obras de restauração e modernização do museu foi previsto para 2019, e a reabertura prevista para 2022, ano da comemoração do bicentenário da Independência do Brasil.
Em outubro de 2019, as obras foram retomadas após seis anos paradas. A empresa Concrejato foi anunciada como construtora selecionada para realizar o restauro e a modernização do edifício. Etapas previstas no projeto executivo tiveram início, entre elas a montagem do canteiro de obras, a proteção dos bens artísticos integrados à construção, o acompanhamento arqueológico, além de uma série de laudos, prospecções e planejamentos que irão garantir a execução segura da obra. Prospecções e testes laboratoriais são ações que integram uma intervenção desse tipo. A argamassa e as tintas são analisadas, pois precisam ter características especiais, semelhantes às que eram utilizadas no século XIX.
O museu foi ampliado em cerca de 6 mil metros quadrados. A nova entrada, com ligação direta com o Parque da Independência, foi instalada no nível das fontes e conta com uma área de acolhimento, além de salas para atendimento do programa educativo, loja, auditório e uma sala para exposições temporárias. Desse piso, um túnel leva até as escadas rolantes, pelas quais é possível entrar no hall do edifício histórico. Também foram instalados elevadores. Com duração de 30 meses, a obra planejou gastar cerca de 139,5 milhões de reais e foi patrocinada via Lei de Incentivo à Cultura pelas seguintes empresas: Banco Safra, Bradesco, Caterpillar, Comgás, Companhia Siderúrgica Nacional (CSN), EDP, EMS, Honda, Itaú, Vale SA, Sabesp e Pinheiro Neto Advogados. Conta, ainda, com a parceria da Fundação Banco do Brasil e da Caixa Cultural.
A reabertura oficial do Museu do Ipiranga ocorreu 7 de setembro de 2022, após ter ficado fechado por 9 anos.

## Características

### Acervo
| |  |                                                                   |
| Quadro Independência ou Morte, mais conhecido como "O Grito do Ipiranga" (óleo sobre tela de Pedro Américo - 1888), do acervo do museu |  | Estátua de mármore de Fernão Dias, esculpida por Luigi Brizzolara |

O Plano Diretor de 1990 definiu como área de especialidade institucional a História da Cultura Material, o que inclui três linhas de pesquisa: Cotidiano e Sociedade; Universo do Trabalho; História do Imaginário, em função das quais têm sido ampliados e reorientados os acervos e as exposições do Museu.
O Museu Paulista tem em seu acervo de mais de 125 mil artigos, entre objetos (esculturas, quadros, joias, moedas, medalhas, móveis, documentos e utensílios de bandeirantes e índios), iconografia e documentação arquivística, do século XVI até meados do século XX, que servem para a compreensão da sociedade brasileira, com especial concentração na história de São Paulo. Os acervos têm sido mobilizados para as três linhas de pesquisa as quais o museu se dedica: Cotidiano e Sociedade; Universo do Trabalho e História do Imaginário.
O acervo do Museu Paulista teve origem em uma coleção particular reunida pelo coronel Joaquim Sertório, adquirida pelo Conselheiro Francisco de Paula Mayrink em 1890 e doada, juntamente com objetos da coleção Pessanha, ao Governo do Estado. Em 1891, o presidente do Estado, Américo Brasiliense de Almeida Melo, deu a Albert Löfgren a incumbência de organizar esse acervo, designando-o diretor do recém-criado Museu do Estado. As coleções, ao longo dos mais de cem anos do museu, sofreram uma série de modificações com o desmembramento de parte de seus acervos e incorporações.[carece de fontes?]
O acervo do museu se encontra tombado pelo Instituto do Patrimônio Histórico e Artístico Nacional - IPHAN.

### Escadaria

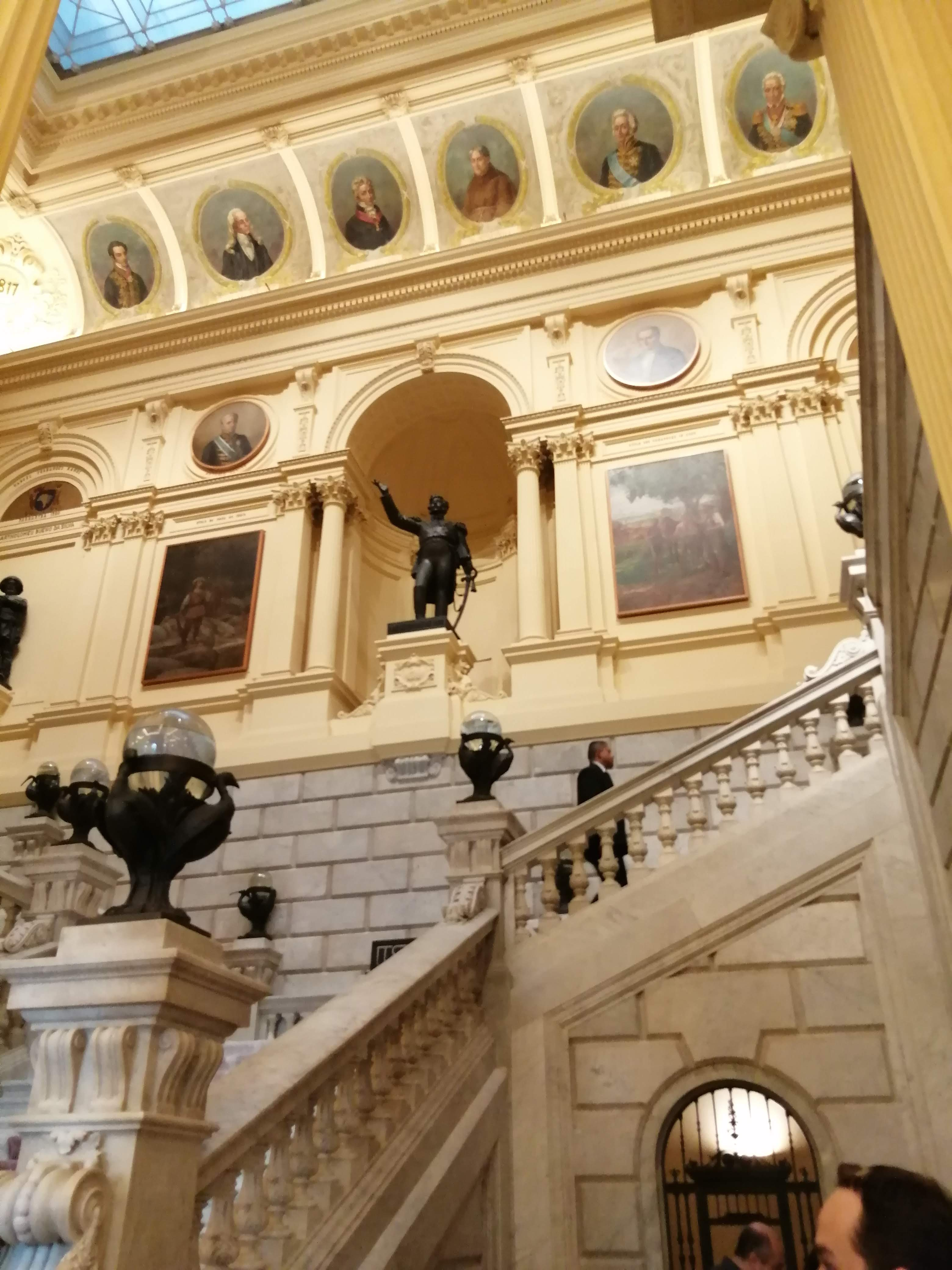
Vista parcial da escadaria

A escadaria propriamente dita representa o Rio Tietê, que foi o ponto de partida dos Bandeirantes rumo ao interior do país. No corrimão há ânforas de cristal com águas dos rios desbravados pelos paulistas entre os séculos XVI e XVIII, como por exemplo o Rio Paraná, Rio Paranapanema, Rio Uruguai e o Rio Amazonas. Nas paredes do ambiente estão estátuas dos heróis bandeirantes, como Borba Gato e Anhanguera, com as regiões por onde eles passaram mais notoriamente, localizadas nos atuais estados do Rio Grande do Sul até o Amazonas.
No salão principal, há as duas maiores estátuas dos dois principais bandeirantes, Antônio Raposo Tavares e Fernão Dias. No centro está a representação de D. Pedro I como o herói da Independência. Junto às estátuas existem pinturas representando a participação paulista em diversos momentos da história brasileira, como o ciclo da caça ao índio, o ciclo do ouro e a conquista do amazonas. Acima existem nomes de cidades e seus respectivos fundadores paulistas pelo Brasil, como Brás Cubas e Santos. O teto possui um conjunto de telas dos artífices da Independência, constitui uma série de telas que retratam personalidades diretamente envolvidas com a independência do Brasil. As dez telas que integram o conjunto estão dispostas na parte superior do chamado Eixo Monumental do Museu Paulista, e foram pintadas por Domenico Failutti.[carece de fontes?]

### Biblioteca
A Biblioteca do Museu Paulista faz parte do edifício-monumento desde sua inauguração. Seu acervo conta com 39 831 livros e 39 019 fascículos de periódicos, incluindo obras preciosas sobre a História do Brasil e a História de São Paulo. Nos últimos 20 anos, tornou-se uma Biblioteca especializada nas áreas de História Cultural Material, Estudos de Objetos e Iconografia e Museologia.

### Sobre o edifício e a região
- Casa do Grito
- Cripta Imperial do Ipiranga
- Monumento do Ipiranga
- Parque da Independência

### Sobre o acervo
- Lista de pinturas de Alfredo Norfini
- Lista de pinturas de Antonio Ferrigno
- Lista de pinturas de Antônio Parreiras
- Lista de pinturas de Benedito Calixto no Museu Paulista‎
- Lista de pinturas de Bertha Worms
- Lista de pinturas de Domenico Failutti
- Lista de pinturas de Félix Bernardelli
- Lista de pinturas de Henrique Bernardelli
- Lista de pinturas de Henrique Manzo no Museu Paulista
- Lista de pinturas de José Canella Filho
- Lista de pinturas de José Wasth Rodrigues no Museu Paulista
- Lista de pinturas de Oscar Pereira da Silva
- Lista de pinturas de Rodolfo Amoedo
- Lista de pinturas de Tarsila do Amaral no Museu Paulista
- Lista de obras de arte de Adrian Henri Vital van Emelen
- Coleção Oreste Sercelli
- Coleção Werner Haberkorn
- Conjunto de telas dos artífices da Independência
- Ânforas de cristal do Museu Paulista
- Maquete "São Paulo em 1841"